# あわら市芦原中学校
あわら市芦原中学校（あわらしあわらちゅうがっこう）は福井県あわら市西部にある公立中学校。

## 沿革
- 1947年 芦原町芦原中学校を芦原小学校に併設する。
- 1949年 芦原町本荘村（現あわら市本荘）の組合立中学校を設立し、芦荘中学校と校名変更する。
- 1955年 町村合併に伴い、芦原町芦原中学校と校名変更する。
- 1961年 芦原町北潟中学校と統合する。
- 2004年 市町村合併に伴い、あわら市芦原中学校と校名変更する。
- 2007年 福井県立金津高等学校との連携型中高一貫教育開始する。

## 使節団交流
あわら市（旧芦原町）の友好都市である中国の紹興市にある友好校「紹興市文理学院付属中学校」へ1986年から親善少年使節団を派遣し，交流を深めている。2011年で26回目の派遣となり，これまでに約400人の生徒が訪中し現地の文化や生活にふれている。